# Opsonizace

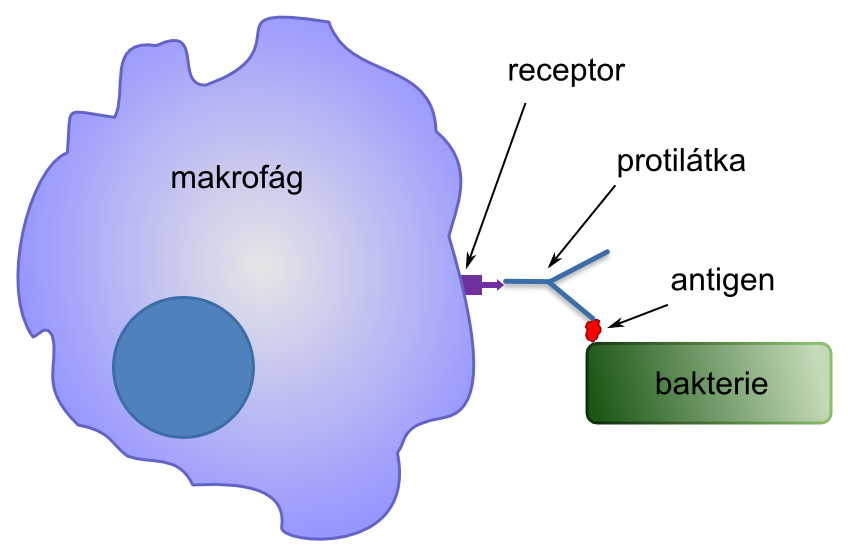
Na tomto obrázku je zachycen makrofág, který se pomocí svého Fc receptoru váže na protilátky, které opsonizují povrch bakterie

Opsonizace je imunologický proces, při kterém jsou na částici navázány látky, které usnadňují vazbu této částice na fagocytující buňky a zvyšují efektivitu jejich fagocytózy. Látky, jež se na povrch antigenů vážou, se nazývají opsoniny. Mezi nejčastější opsoniny patří protilátky (imunoglobuliny, zvláště IgG) a částice komplementu (C3b, C4b a C1q). Opsonizovány mohou být například bakterie či jiné patogenní organizmy, apoptotické, maligní a jiné abnormální buňky. Když jsou navázané opsoniny rozpoznány Fc receptorem na povrchu fagocytů (např. makrofág, neutrofil), dojde k jejich fagocytóze a zneškodnění.

## Opsonizace protilátkou
Opsonizace protilátkou může vést k ADCP, buněčné fagocytóze závislé na protilátkách (antibody-dependent cell phagocytosis). Předpokladem opsonizace pomocí protilátek je vazba protilátky na antigen pomocí Fab domény a přítomnost Fc receptoru na fagocytujících buňkách (např. makrofágy, neutrofily). Tento Fc receptor váže Fc doménu protilátky, což usnadňuje fagocytózu celé částice či buňky s navázaným antigenem.
Vazba protilátky na buňku může rovněž iniciovat ADCC, buněčnou cytotoxicitu závislou na protilátkách (antibody-dependent cell cytotoxicity), proces při kterém efektorové buňky imunitního systému aktivně lyzují cílové buňky. Mechanismus ADCC je spuštěn vazbou Fc receptoru efektorové buňky na Fc doménu protilátky vážící antigen na povrchu buňky cílové. Následně efektorové buňky, především NK buňky, ale rovněž neutrofily, eozinofily a monocyty, uvolní cytotoxické faktory perforiny a granzymy, které způsobí lyzi buňky. Jde o jeden z mechanismů obrany proti virové infekci, infekci intracelulárními bakteriemi a maligním buňkám.

## Opsonizace komplementovými proteiny
Dalšími významnými opsoniny jsou proteiny komplementu C3b, C4b a C1q. Protein C1q je součástí C1 komplexu, který je první komponentou klasické komplementové kaskády. Proteiny C3b a C4b vznikají během klasické či lektinové cesty aktivace komplementu, kdy dochází ke štěpení C3 a C4 komponent. Během alternativní dráhy aktivace komplementu dochází rovněž v samovolnému štěpení C3 komponenty na C3a a C3b. Kromě toho, že se C3b a C4b stávají součástí C3 a C5 konvertáz, dochází k jejich vazbě na buňku či patogen. Po této vazbě je následná fagocytóza usnadněna vazbou na komplementové receptory CR1, CR3 a CR4. Opsoniny C3b a C4b jsou rozpoznávány CR1 receptorem, který je exprimován na povrchu všech fagocytujících buněk.